# Mathieu Doby
Mathieu Doby (Grenoble, 3 mei 1982) is een Belgisch kajakker en kanoër met Franse roots. 

## Levensloop
Doby werd geboren in het Franse Grenoble, alwaar hij op 8-jarige leeftijd begon te kajakken. In augustus 2011 verkreeg hij de Belgische nationaliteit. Hij kwam reeds sinds 2007 uit voor België.
Mathieu Doby is gespecialiseerd op de slalom individueel (K-1). In die categorie plaatste hij zich in 2012 voor de Olympische Spelen. Hier strandde hij in de halve finales op de elfde plaats en net niet genoeg voor een plek in de finale.

## Palmares
Alle onderstaande resultaten werden behaald in de categorie slalom K1. 
|      | K1  | K1  | K1  | C1  | C1  |
| Jaar | EK  | WK  | OS  | EK  | WK  |
| 2007 | 9e  |     |     |     |     |
| 2009 |     | 15e |     |     |     |
| 2010 |     | 45e |     |     |     |
| 2011 | 20e | 12e |     |     |     |
| 2012 | 11e |     | 11e |     |     |
| 2013 | 15e | 33e |     |     |     |
| 2014 |     | 31e |     |     |     |
| 2015 | 29e | 34e |     |     | 41e |
| 2016 | 41e |     |     |     |     |
| 2017 | 34e | 42e |     | 34e | 51e |
| 2018 | 26e |     |     | 35e |     |
| 2019 | 22e | 33e |     |     |     |
| 2020 |     |     |     |     |     |
| 2021 | 45e |     |     |     |     |